# Uinta Mountains
De Uinta Mountains zijn een bergketen in het noordoosten van de Amerikaanse deelstaat Utah. De bergketen wordt gerekend tot de Westelijke Rocky Mountains, een van de onderverdelingen van de Amerikaanse Rocky Mountains. In tegenstelling tot de meeste andere delen van de Rocky Mountains zijn de Uinta Mountains oost-west georiënteerd, wat hen tot een curiosum maakt. Het is de hoogste bergketen van de Verenigde Staten die oost-west georiënteerd is. Andere gebergtes zoals het gros van de Rocky Mountains, de Sierra Nevada en het Cascadegebergte zijn immers noord-zuid georiënteerd. De hoogste bergtop van de Uinta Mountains is Kings Peak. Met zijn hoogte van 4123 meter is deze ook de hoogste berg van Utah. Ten westen van de Uinta Range ligt de Wasatch Range, een ander deel van de Western Rocky Mountains. De Mirror Lake Highway kruist het westelijke deel van de Uinta Mountains.

## Hydrologie
Het zuidelijke en oostelijke deel van de bergketen behoort grotendeels tot het stroomgebied van de Colorado en de Green River. De Green River stroomt in een boog direct langs de oostelijke zijde van het gebergte. Volgens bepaalde definities behoort de zone direct ten oosten van de Green, met Douglas Mountain en het gros van Dinosaur National Monument ook nog deel uitmaakt in de Uinta Range.
Het westelijke deel en een kleiner deel van het zuidelijke deel van de bergketen behoort tot het hydrografische Grote Bekken. Zo monden de Bear, de Weber en de Provo (deze laatste via de Jordan) uit in het Grote Zoutmeer.

## Toerisme
- De Uinta Highline Trail is een populaire trekking doorheen de gehele Uinta Range.
- Dinosaur National Monument ligt op de zuidoostelijke flank van de Uinta Mountains.